# بطل إسرائيل
بطل إسرائيل (بالعبرية: גיבור ישראל) وسام عسكري إسرائيلي تأسس خلال حرب 1948. عندما تأسس الجيش الإسرائيلي لأول مرة في مايو 1948، لم يكن قد تم إنشاء بعد نظام للزينة لكن تم توصية العديد من الجنود للحصول على جوائز. أسس قيادة الجيش لجنة لإتخاذ قرار بشأن من يستحق الحصول على الوسام، كما تم إنشاء مسابقة للعامة لتصميم شكل الميدالية. مع ذلك، بعد مرور عام، لم يتم اتخاذ أي قرار سواء في التصميم أو من لديه أحقية الحصول عليها. لكن في صيف عام 1949، قررت اللجنة منح 12 وسام لمجموعة مختارة من الجنود ممثلي مختلف وحدات الجيش الإسرائيلي الذين تميزوا بمستوى عال من البطولة.
أقيم أول حفل توزيع للجوائز في 17 يوليو 1949. بعد عرض عسكري، قام الرئيس الإسرائيلي حاييم وايزمان ورئيس الوزراء ديفيد بن غوريون ورئيس أركان الجيش الإسرائيلي يعقوب دوري بمنح المستفيدين أو من يعولونهم وسام (تم منح 4 جوائز لعائلات من ماتوا في الحرب).
بعد هذا الحفل، واصلت اللجنة العمل على إيجاد شكل ثابت للميدالية لكن لم يتم التوصل إلى حل لذلك لم يتم منح شريط بطل إسرائيل مرة أخرى. بدلا من ذلك، تم استبدال الشريط بميدالية فالور والتي تم إعطائها أيضا إلى أبطال إسرائيل.

## التصميم
تم تصميم الزخرفة على شكل شريط شريط أحمر، مزين بقفل من شعار إسرائيل المصنوع من الذهب.

## الحاصلون على الوسام
|  | يائير راشيلي      | خاص                  | حرب 1948 | بالقرب من شفا عمرو | 19 يناير 1948  | لدوره في تدمير إحدى مواقع العدو                                |
|  | إيمانويل لانداو   | خاص                  | حرب 1948 | كريات موصقين       | 17 مارس 1948   | لدوره في أسر شاحنه ذخيرة للعدو                                 |
|  | أبراهام أفيغدوروف | خاص                  | حرب 1948 | كريات موصقين       | 17 مارس 1948   | لدوره في تدمير موقعين برن الخاص بالعدو                         |
|  | زيربافيل هورويتز  | ملازم ثاني           | حرب 1948 | طريق القدس         | 27 مارس 1948   | تغطيه تراجع رفاقه من هجوم عدو                                  |
|  | يزهر أرموني       | خاص                  | حرب 1948 | النبي يوشع         | 20 أبريل 1948  | تغطيه تراجع رفاقه من هجوم عدو ونقل الجرحى                      |
|  | إميل بريج         | رقيب                 | حرب 1948 | منطقة كيبوتس جيشر  | 14 مايو 1948   | تفجير جسر ومنع العدو من التقدم                                 |
|  | تسفي زيبل         | طيار                 | حرب 1948 | بن شيمن            | 25 يونيو 1948  | لإيصال الإمدادات إلى بن شيمن المحاصر أثناء نيران العدو الكثيفة |
|  | بن زيون ليتنر     | خاص من الدرجة الأولى | حرب 1948 | عراق سويدان        | 19 أكتوبر 1948 | تدمير مستودعات العدو                                           |
|  | رون فيلر          | رقيب                 | حرب 1948 | كرتيا              | 19 يوليو 1948  | حصل على ميدالية لتدمير دبابة للعدو في معركة كرتيا              |
|  | يوهاي بن نون      | كابتن                | حرب 1948 | البحر المتوسط      | 22 أكتوبر 1948 | تدمير إحدى سفن القوات البحرية المصرية                          |
|  | سيمان توف جانيه   | خاص                  | حرب 1948 | عراق سويدان        | 9 نوفمبر 1948  | تغطيه انسحاب زملائه                                            |
|  | أرييه أتزموني     | رقيب                 | حرب 1948 | رفح                | 4 نوفمبر 1948  | إنقاذ مدفع من جيش العدو                                        |

## وصلات خارجية
- قائمة بالحاصلين على وسام بطل إسرائيل نسخة محفوظة 21 يوليو 2014 على موقع واي باك مشين.
- الأوسمة العسكرية الإسرائيلية نسخة محفوظة 1 أكتوبر 2019 على موقع واي باك مشين..
- الأوسمة والتكريمات الإسرائيلية.